# Federación Anarquista Japonesa
La Federación Anarquista Japonesa fue una unión de anarquistas que existió en Japón desde mayo de 1946 hasta 1968.
La Federación estaba plagada de disputas entre anarcocomunistas y anarcosindicalistas lo que condujo a que en octubre de 1950 se escindiera en dos grupos, el Club Anarquista de Japón y la Federación Anarquista. Esta última reclamó el nombre de Federación Anarquista Japonesa en 1955. Desde 1956, esta nueva Federación Japonesa sindicalista produjo y distribuyó una publicación llamada Kuro Hata (Bandera negra) que luego fue llamada Libre asociación.
Esta Federación se disolvió en 1968. Una nueva Federación Anarquista, que existe hasta hoy en día, fue formada en octubre de 1988. 